# Constitución (métro de Buenos Aires)
Pour les articles homonymes, voir Constitución.
Constitución est une station de la ligne C  du métro de Buenos Aires. Elle est située au carrefour de la Calle Lima et de la Calle Brasil, dans le quartier de Buenos Aires appelé également Constitución à Buenos Aires, en Argentine.

## Services aux voyageurs

### Desserte
| Nord/Ouest                     |  |                  |  | Sud/Est |
| ------------------------------ |  | ---------------- |  | ------- |
| San Juan (en) vers Retiro (en) |  | ligne C terminus |  |         |
| modifier sur Wikidata          |  |                  |  |         |

### Intermodalité
La station est en correspondance avec la gare Estación Constitución du chemin de fer General Roca et au-delà, grâce à la ligne Roca, avec toute la banlieue sud de la capitale, peuplée de plusieurs millions d'habitants, ainsi qu'avec la plus grande partie des villes de la province de Buenos Aires, dont le grand centre de La Plata et les nombreuses stations balnéaires de l'Atlantique argentin, ainsi qu'avec la Patagonie argentine.